# Gossypol
Le gossypol est un polyphénol contenu en abondance dans les glandes microscopiques des graines de certains cotonniers du genre Gossypium. Le gossypol (étymologie : Gossypium + phénol) est un pigment toxique jaune. Il assure une fonction défensive contre les insectes et les animaux herbivores.
Il s’agit d’une molécule chirale avec deux énantiomères, (+)- et (–)-gossypol. Il s'agit d'une molécule dimérique. Le monomère s'appelle hémigossypol.
Il fut question, dans les années 1970, d’en faire un contraceptif tant en Chine qu’au Brésil.
Il peut causer une hypokaliémie par fuite urinaire de potassium. 